# Centro culturale della Fondazione Stavros Niarchos
Il Centro culturale della Fondazione Stavros Niarchos (in greco Κέντρο Πολιτισμού Ίδρυμα Σταύρος Νιάρχος?) è un complesso situato nella baia di Faliro, ad Atene, che comprende le nuove strutture per la Biblioteca nazionale della Grecia e la Greek National Opera (GNO), nonché il parco Stavros Niarchos di 210.000 m².

## Descrizione
Il centro è stato progettato dall'architetto Renzo Piano ed è stato costruito dalla Fondazione Stavros Niarchos. Il progetto, costato 566 milioni di euro, è stato completato nel 2016 ed è stato donato allo stato greco nel 2017.
Nel maggio 2018 ha vinto il premio RIBA Awards for International Excellence.